# Inskriven cirkel

Triangelns inskrivna cirkels medelpunkt ligger i bisektrisernas skärningspunkt.

En inskriven cirkel till en polygon är en cirkel som tangerar polygonens samtliga sidor.
I alla trianglar, alla regelbundna polygoner, alla drakar och alla romber kan en cirkel inskrivas.
Den inskrivna cirkeln till dess omskrivna polygon har sin medelpunkt i skärningspunkten mellan bisektriserna till polygonens hörnvinklar.
I en liksidig triangel delar cirkelns medelpunkt bisektriserna i förhållandet 2:1, det vill säga att cirkelns radie är en tredjedel av den liksidiga triangelns höjd.